# Stanislao Pecci
Conte Stanislao Pecci (Roma, 1891 – Roma, 1977) è stato un nobile e diplomatico italiano.

## Biografia

### Giovinezza
Nato da Riccardo e Maddalena Vincenti Mareri Cenci Bolognetti, ha vissuto a Roma dove si è occupato dell'amministrazione dei suoi beni siti nella zona Pontina e Reatina. 

### Carriera diplomatica

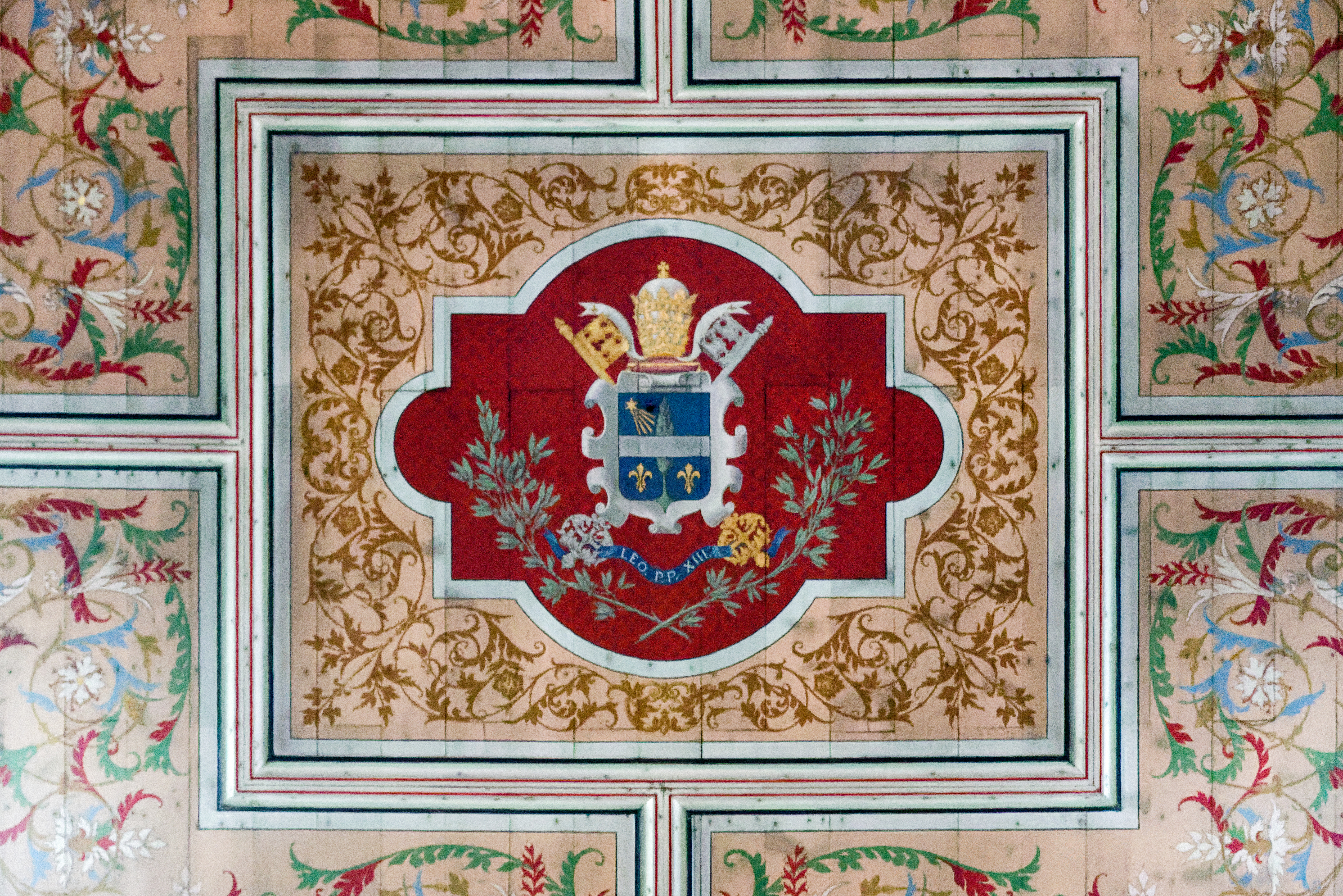
Stemma di papa Leone XIII Pecci

Pronipote di Papa Leone XIII e plenipotenziario del Sovrano Militare Ordine di Malta presso la Santa Sede porta i titoli di Conte Nobile Romano e Nobile di Anagni.
Il Conte fu coinvolto in una polemica per l'esonero dalle imposte sui patrimoni personali ricevuto da Giulio Andreotti nel marzo 1958.
Pecci fu insignito del titolo di Grande Ufficiale dell'Ordine al Merito della Repubblica Italiana nel maggio 1963.

### Morte
Il conte Stanislao morì a Roma nel 1977.

## Passione per la fotografia
Il conte Stanislao Pecci fu anche un appassionato fotografo e studioso di fotografia ed è l'autore del libro ''Stereofotografia. Manuale pratico per il cinema e la fotografia tridimensionale'' del 1920 e di altre pubblicazioni di ottica fotografica ed acustica.

## Libri
- Proiezioni ed Ingrandimenti, Società editrice "Il Corriere Fotografico", Milano 1908
- Stereofotografia. Manuale pratico per il cinema e la fotografia tridimensionale, 1920
- Stereofotografia, ristampa del 2008 www.gengotti.it/fge/stereofotografia.html
- Il Ritratto Artistico, note pei dilettanti, Dell'Acqua e C. Editori, Milano, Le Fotomonografie nr. 3